# Manuel de Bofarull i Romañà
Manuel de Bofarull i Romañà (Madrid, 1887 - 1974) fou un jurisconsult i publicista espanyol.
Era fill del també jurisconsult i polític carlí català Manuel Bofarull i de Palau i de Clara Romañà, i nebot de l'escriptor catòlic Josep de Palau i d'Huguet. Va cursar la carrera de Lleis a la Universitat Central i es va llicenciar i doctorar en Dret el 1908 i 1910. Incorporat al Col·legi d'Advocats de Madrid, s'especialitzà en matèria civil, dret successori i cassació. L'any 1916 va ser elegit acadèmic professor de la Reial Acadèmia de Jurisprudència i Legislació. Fou un dels membres més destacats de les Joventuts Catòliques d'Espanya (JCE).
En la seva obra Las antiguas Cortes, el moderno Parlamento y el régimen representativo orgánico (que es venia a l'administració del diari El Correo Español) va fer una apologia de la representació tradicional espanyola segons la concepció del carlisme. Va ser publicada l'any 1916 i el 1945 se'n faria una nova edició amb pròleg del president de les Corts franquistes Esteban Bilbao.
L'any 1919 seguí l'escissió de Juan Vázquez de Mella i abandonà el jaumisme. Formà part del Grup de la Democràcia Cristiana i després s'adherí al Partit Social Popular amb altres antics tradicionalistes.
Amb el suport de la Lliga Regionalista i els jaumins es presentà com a candidat a diputat en les eleccions generals espanyoles de 1920 pel districte de Vilademuls, però fou derrotat pel marquès d'Olèrdola. El diari republicà El Autonomista de Girona el definí així: «ministerial, datista-idóneo, encasillado, pero resellado por la Lliga Regionalista y pretendiendo conservar su abolengo carlista o mellista por mor de conquistar los votos ultra-derechistas del distrito».
Entre 1921 i 1923 va pertànyer, com a vocal, als tribunals d'oposició a càtedres de Dret polític. El 1923 va donar suport al Directori militar de Primo de Rivera i fou cap del Sometent del districte de Puente de Segovia. El 1924 va ser designat regidor de l'Ajuntament de Madrid (fins al 1928) i fou conseller-delegat del Canal d'Isabel II (1926-1928).
Va actuar en l'acció social catòlica des del 1920 per mitjà de l'Asociación Católica Nacional de Propagandistas, de la qual fou soci fundador. També va representar Espanya en el Congrés internacional de Sindicats cristians de l'Haia, en el Bureau de Basilea i en el de Ginebra des de 1923 a 1929, contribuint a les obres socials com a vocal del Consell de les Corporacions catòlico-obreres i del Consell d'Administració del Banc Popular de Lleó, del qual també va ser gerent, així com des la secretaria d'Acció Catòlica. Era membre de la International Law Association i de l'Associació Espanyola de Dret Internacional. L'any 1934 fou un dels membres fundadors de la Societat d'Amics de les Setmanes Socials d'Espanya (SASSE) amb el càrrec de tresorer.
Durant la Segona República va realitzar a Catalunya, Extremadura i Castella una campanya d'afirmació catòlica i dretana, organitzant l'any 1934 la magna assemblea nacional agrària de protesta contra l'obra de la República que va tenir lloc al Monumental Cinema de Madrid i en la qual va intervenir amb Gil Robles, Anguera de Sojo, Martínez de Velasco i Melquiades Álvarez.
Va mantenir recursos d'inconstitucionalitat contra les lleis del Parlament de Catalunya davant el Tribunal de Garanties Constitucionals i va aconseguir, davant dels lletrats Josep Roig i Bergadà, degà del Col·legi d'Advocats de Barcelona, i Pere Coromines, conseller de Justícia de la Generalitat, l'anul·lació de la Llei de Contractes de Conreu i de la Llei de solució dels conflictes del camp dictades pel govern de la Generalitat.
Com a publicista va contribuir a la publicació de les obres de Marcelino Menéndez Pelayo i durant la dècada de 1930 va ser un dels principals promotors de la Junta d'homenatge al polític tradicionalista Juan Vázquez de Mella, publicant les seves obres (discursos, escrits i conferències) en trenta volums. Al desembre de 1935 va participar en un banquet d'honor a Víctor Pradera per la publicació de la seva obra El Estado Nuevo.
Fou vocal de la Comissió d'enllaç de les entitats agropecuàries (1934-1936) i de la Junta d'Aranzels i Valoracions. Va pertànyer a la Junta de Govern de la Reial Acadèmia de Jurisprudència i Legislació, de la qual fou elegit acadèmic de número l'any 1947. També fou president de la Comissió delegada de l'Institut Agrícola Català de Sant Isidre a Madrid, representant de l'Ajuntament de Barcelona a la capital d'Espanya i el vocal més antic del Mont de Pietat i Caixa d'Estalvis de Madrid. El 1952 va ser designat procurador a Corts com a representant de les Reials Acadèmies de l'Institut d'Espanya.
Vivia a Madrid al carrer Alfonso XII, núm. 18. Va morir el 6 de gener de 1974.

## Obres
- La cultura (confèrencia al Centre de Defensa Social, 1908)
- La reforma de la Administración local y las Mancomunidades provinciales (memòria discutida en sessió pública de l'Acadèmia de Jurisprudència durant el curs de 1916-17)
- Las antiguas Cortes; El moderno Parlamento; El régimen representativo orgánico (tesi doctoral, Madrid, 1916)
- La crisis agraria y el crédito agrícola (Madrid, 1918)
- El Pensamiento español (recopilació dels pensadors Balmes, Donoso Cortés, Aparisi Guijarro, Menéndez y Pelayo i Vázquez de Mella, 1938-40)
- El procedimiento en las causas canónicas de nulidad de matrimonio (1943-44)
- El usufructo y la nuda propiedad en la suscripción de valores mobiliarios (discurs, 1947)